# Robert Dixon
Robert Dixon, detto Bobby (Felling, 11 gennaio 1936), è un ex calciatore inglese, di ruolo attaccante.

## Caratteristiche tecniche
Era un'ala sinistra.

## Carriera
Dopo aver giocato a livello semiprofessionistico con il Crook Town nel 1957, all'età di 21 anni, diventa professionista accasandosi nella prima divisione inglese ai londinesi dell'Arsenal: la sua permanenza ai Gunners dura una sola stagione, nella quale peraltro non scende mai in campo in incontri di campionato. Nell'estate del 1958 si trasferisce al Workington, club appena declassato nel neonato campionato di quarta divisione: in questo torneo gioca le sue prime partite e segna le sue prime reti da professionista, per un totale di 28 presenze e 5 gol.
Nell'estate del 1959 viene ceduto al West Bromwich, nuovamente in prima divisione: con gli Aggies gioca la sua prima partita in questa categoria il 22 agosto 1959, nella prima giornata di campionato, una vittoria casalinga per 3-2 sul Manchester Utd. Dopo essere rimasto fuori squadra nella seconda giornata, gioca 4 partite consecutive (scendendo quindi in campo di fatto in 5 delle prime 6 partite di campionato) e, il 5 settembre 1959, nel successo casalingo per 5-0 sul Leicester City segna il suo primo (ed unico) gol in carriera nella prima divisione inglese. Nel prosieguo della stagione gioca poi ulteriori 2 partite (tutte nel girone di andata: gioca infatti 7 delle prime 13 partite stagionali per poi non scendere più in campo nei mesi successivi) ed a fine anno si trasferisce ai semiprofessionisti dell'Hereford Utd.
In carriera ha totalizzato complessivamente 35 presenze e 6 reti nei campionati della Football League.